# Ernesto Ercoreca
Ernesto Ercoreca Regil (Bilbao, 9 de noviembre de 1866 – Bilbao, 22 de diciembre de 1957) fue un político republicano español, activo fundamentalmente en el País Vasco.
Trabajó como delineante en el puerto de Bilbao. Militante de Acción Republicana (y después de Izquierda Republicana), fue amigo de Manuel Azaña y de Indalecio Prieto. Fue elegido concejal en Bilbao tras las elecciones municipales de 1931 por el Bloque Antimonárquico. Una vez proclamada la Segunda República Española el 14 de abril de 1931 fue elegido alcalde por Bloque Antimonárquico/Acción Republicana. Apoyó al movimiento a favor del Estatuto de Estella y participó en la Asamblea de Ayuntamientos Vascos, celebrada en Vitoria el 6 de agosto de 1933 en la que se aprobó el proyecto de Estatuto de autonomía, al tiempo que formó parte de la Comisión de los Dieciocho. Por su defensa del estatuto y del concierto económico fue detenido y encarcelado el 12 de agosto de 1934 en las prisiones de Burgos y Larrinaga. Fue liberado el 23 de febrero de 1936 y repuesto en su cargo de alcalde con la victoria electoral del Frente Popular. 
Fue detenido por los sublevados el 21 de julio de 1936 en Miranda de Ebro, a su regreso de Madrid, donde había realizado unas gestiones, tres días después del golpe de Estado que dio origen a la Guerra Civil. Pasó por Vitoria y el 25 de julio ingresó en la cárcel de Pamplona, junto con las que serían más tarde las 65 víctimas ejecutadas en el monte Valdecalderas, pero fue canjeado por Esteban de Bilbao Eguía en San Juan de Luz gracias a los oficios del médico suizo Marcel Junod, representante internacional de la Cruz Roja. El 10 de noviembre de 1936 volvió a Bilbao en un barco británico de guerra y continuó como alcalde hasta el 19 de junio de 1937 cuando Bilbao cayó en manos franquistas. Huyó a Francia, donde fue entregado a la policía franquista por la Francia de Vichy el 3 de agosto de 1940. Fue condenado nuevamente a prisión y desterrado en Valladolid hasta que el 8 de febrero de 1944 se le permitió volver a Bilbao.